# Чимор
Чимор (Chimor) — державно-політичне утворення носіїв культури чиму, що займало північно-західне узбережжя Перу в період приблизно з 850 року до 1470 року. Чимор був найбільшою державою Південної Америки в доінкський період, займаючи близько 1000 км узбережжя та містячі близько 2/3 населення андійського (центральноандійського) регіону. Столицею держави було місто Чан-Чан (зараз на території перуанського регіону Ла-Лібертад).

## Історія
Культура чиму виникла із залишків культури моче. Творцями політичної структури виступили південні сусіди моче — носії мови кінгнам. Чимало білих плям залишається навколо проблеми походження кінгнамців. Самі чиморці стверджували, що їхні предки припливли в Перу на оснащених вітрилами бальсових плотах з півночі.
Очолив цей масштабний похід-переселення напівлегендарний вождь Такайнамо з роду Найламп (Наймлапа) із Ламбаєке, якого чиму вважали творцем своєї державності. Кінгнамці спромоглися перейти до експансії, наслідком якої стало воєнно-політичне домінування у регіональному масштабі. Кожен наступний представник династії Найламп з Ламбаєке (Ескуньаїн, Маскуй, Кантіпальєк, Альяскунті, Нофан-Неч, Мулумуслан, Льямеколь, Ланіпаткум, Акунта) робив свій внесок у розширення володінь, спорудження фортець і шляхів сполучення, розбудову столиці Чот.
Перші долини, здається, заснували союз добровільно, проте деякі держави, такі як Сікан, були завойовані. Сильний вплив на культуру да державний устрій чиму оказали також культури Кахамарка і Уарі.
Урешті-решт, утворилася досить велика держава мілітарного типу, що базувалася на спільності господарських інтересів та військовій силі домінантного етносу чиму. Проте у XIII ст., за правління Фемпельєка, Косту вразив природний катаклізм: поблизу Південної Америки якісно змінилася хода тихоокеанських течій, холодних вод Гумбольдта поблизу перуанського узбережжя одразу заповнили теплі хвилі течії Тіну. В результаті сталася масова загибель риби, оскільки більшість її місцевих видів водиться у холодній воді, а в теплій гине, дощі, які раніше випадали в гористих Андах, тепер виливалися на узбережжя, не досягаючи гірських плато. В Андах це спричинило посуху, а в узбережній зоні після зливи, що тривала упродовж 30 діб безперервно, несподівані дощові потоки перевершили потужності місцевих іригаційних систем, прорвали греблі, поруйнували канали. Через кризу землеробства та рибальства в Чиморі сталися неврожай і масовий голод. Фемпельєка було принесено в жертву богам, а жрецтво посилило свої позиції.
Новий володар — Такайнамо II — заснував нову столицю Чан-Чан. Його нащадки — Гусері-Каур і Ньянсен-Пінко, зосередили свої зусилля на воєнній експансії. Унаслідок активної експансії кінгнамці захопили значну частину перуанської Кости (від долини Пасасмає на півночі до річки Санта на півдні).
Втім господарські негаразди, викликані природними катаклізмами, послаблювали Чиморську державу. Влада шукала виходу із кризової ситуації. У Чан-Чані спорудили велетенське жертовне кострище, на якому живцем спалювали сотні людей, але це не допомогло. Чимор невпинно йшов до свого занепаду.
В цей момент до кордонів Чимору підійшли інки. Наступ інків розпочався в 1470-х роках під керівництвом Тупака Інки Юпанкі, який розгромив сили чиморського царя Мінчанкамана, та був завершений наступним імператором інків Уайна Капаком, який вступив на трон в 1493 році.
У 1476 році Чимор припинило незалежне існування, проте авторитет Чан-Чана серед навколишніх міст-держав був настільки високим, що навіть інки не наважилися одразу на кардинальні заходи, і спочатку їхня війна з Чимором завершилася відносно почесним миром. Зокрема, Чан-Чан, визнавши загальне панування інків, управлявся й надалі своїм, чимуським, правителем з тієї ж самої династії, а його статус відповідав рангові інкського васала, а не простого намісника.
Чиморці зберегли свою мову та релігію, а безпосереднім наслідком поразки стало лише вилучення інками державної чиморської скарбниці, позбавлення Чиму всіх володінь за межами долини р. Моче та виведення інками до своєї столиці Куско найкращих кваліфікованих ремісників Чан-Чана.
Спочатку в Чан-Чані як інкська маріонетка керував син Мінчансамана Чумун-Куар. Після його смерті владу успадкував уже його первісток Уаман-Чуму, слідом за ним чан-чанський престол посів Анко-Куюч, старший син Уаман-Чуму.
Та з часом, коли Чан-Чан остаточно занепав, інки змінили свою позицію, а коли чиму відмовилися забути свою релігію вшанування Місяця та прийняти інкське сонцепоклонство, переможці організували в Чан-Чані погром, після чого саме місто Чан-Чан, як і рештки чиморської державності, остаточно припинили своє існування.

## Мова
Розмовляли мовою кінгнам. Лінгвісти вважають мову кінгнам спорідненою з мовою мучик. Лексичних родичів обох цих мов філологи поки що не знайшли.

## Політично-суспільний устрій
Володарі були наділені необмеженим всевладдям, бо лише надзвичайно централізована та деспотично організована влада могла забезпечити ефективне функціонування об'єднаної іригаційної системи, мобілізувати маси селян-простолюдинів на спорудження багатокілометрових захисних мурів тощо.
Правителі спирались на прошарок знаті (фішлька — високородні) та жрецтва. Найчисленнішими верствами населення були землероби й ремісники. Усі вони відносилися до простолюдинів (яна — слуга).

## Право
Зберігалися основи звичайного права. Відповідальність мала колективний характер. Так, за крадіжку чужого майна страчували не лише самого злодія, а й усіх його братів та батька, що не дбав про виховання свого сина. За зваблення чужої дружини винуватця скидали з високої скелі, а за невиконання наказів державного чиновника — живцем закопували в землю.
Жорстоко карали за непрофесіоналізм недбалих лікарів, котрі вважалися державними службовцями: якщо після невдалого лікування хворий помирав, його ховали разом із прив'язаним до мертвого тіла живим лікарем.

## Економіка

### Землеробство
Чиму успадкували від культури моче традиції іригаційного землеробство. Вирощувалися ті ж самі культури маїс, бата, картопля, маніок та ін.), до яких додалося вирощування коки.

### Ремесла
Чиму першими на узбережжі сучасного Перу розкрили секрет бронзоливарництва (10 % олова + 90 % міді). Налагодивши завдяки цьому відкриттю масове виробництво «найновіших», високоефективних засобів праці.

## Дороги
В чиму існувала розгалужена система вимощених кам'янистих шляхів, ширина яких залежала від інтенсивності транспортного навантаження — 5—8 м на периферії і майже 25 м поблизу Чан-Чана. Незважаючи на те, що чиму не знали колеса, щільна мережа в'ючного транспорту з використанням лам і альпак цілком забезпечувала тогочасні потреби в перевезеннях.

## Культура

### Архітектура
Значними будовами уславилася столиця Чан-Чан, водночас техніку будівництва підкореним народам не передавалася, не зводили чиму великих споруд за межами своєї етнічної території.
Період чиморської держави в історіографії іноді називають епохою будівників міст, адже на землях цієї держави археологи уже сьогодні виявили рештки десятків міст — Апурлек, Фадо, Кольїке, Чакма, Пакатнаму, — серед руїн якого знайдено рештки 50 чимуських пірамід.

### Поховання
Своїх померлих володарів чиму ховали у їхніх власних палацах разом з багатим начинням, коштовностями та десятками чи навіть сотнями принесених у жертву з цього приводу непорочних дівчат. Кожен наступний владика мав будувати собі нову резиденцію, котра ставала після його смерті черговим поховальним комплексом.
В 2021 році, згідно повідомлення видання Daily Mail, у гробниці площею 10 м², розташованій на території історичного міста Чан-Чан,   були виявлені останки 25 осіб. Ці останки, здебільшого належать молодим жінкам і дітям, були знайдені з керамічними глеками та іншими предметами, такими, як голки для роботи з текстилем. Незважаючи на те, що ця стародавня цивілізація відома своїми практиками людських жертвопринесень, археолог Хорхе Менесес Бартра заявив, що немає жодних підтверджень того, що ці люди померли в результаті жертвопринесення. Вченим ще потрібно буде встановити причину їхньої смерті.

### Міфологія
Являла собою своєрідне синкретичне поєднання двох культових систем: обожнення та вшанування змій і поклоніння Місяцю, з яким пов'язували наявність на землі срібла («місячного металу»). Місяць чиморці вважали сильнішим за Сонце, оскільки його (на відміну від Сонця) можна побачити і вдень, і вночі. Перший культ проявлявся у традиції утримувати в спеціальних палацових келіях Чан-Чану десятки «священних» змій, а стосовно другого — то найрадіснішою і найурочистішою подією у чиму було святкування сонячних затемнень, котрі відзначалися як свято Місяця, що перемагає Сонце (місячне затемнення, навпаки, супроводжувалось масовим прилюдним трауром).
Під час цього святкування чиму приносили в жертву Місяцю своїх п'ятирічних дітей. Релігійному чинникові у справі стабілізації соціально-політичних відносин чиморці надавали меншої уваги. Це проявилося, зокрема, у ставленні до культових споруд (сі-ан — будинок Місяця), які перестали вирізнятися своїми масштабами серед інших громадських будівель.

### Одяг
Лише знать мала право носити прикраси із золота та унікальні плащі із пір'я колібрі та папуг (золотавого, зеленого або синього кольору). Простолюдини вдягалися значно скромніше і носили небарвистий одяг з вовни або бавовнику.